# Fenimorea kathyae
Fenimorea kathyae là một loài ốc biển, là động vật thân mềm chân bụng sống ở biển trong họ Drilliidae.